# 27. Festiwal Polskich Filmów Fabularnych w Gdyni
27. Festiwal Polskich Filmów Fabularnych odbył się w 2002 w Gdyni.

## Laureaci

### Konkurs Główny
Złote Lwy dla najlepszego filmu: Dzień świra reż. Marek Koterski
Złote Lwy dla producenta najlepszego filmu: Studia Filmowego Zebra
Nagrody Specjalne Jury:
- Edi reż. Piotr Trzaskalski
- Moje miasto reż. Marek Lechki

Nagrody Dodatkowe:
- Eden reż. Andrzej Czeczot
- W kogo ja się wrodziłem reż. Ryszard Bugajski

Nagrody indywidualne:
- reżyseria: Tam i z powrotem Wojciech Wójcik
- scenariusz: Moje miasto Marek Lechki
- debiut reżyserski: Artur Więcek Anioł w Krakowie
- w kategorii „rola kobieca” Jury postanowiło nie przyznać nagrody i przekazać ją do kategorii „za drugoplanową rolę kobiecą”  i do dodatkowej nagrody Jury
- rola męska: Marek Kondrat Dzień świra
- zdjęcia: Edi Krzysztof Ptak
- muzyka: Eden Michał Urbaniak
- scenografia:  Edi Wojciech Żogala
- drugoplanowe role kobiece:
  - Dorota Pomykała Moje miasto
  - Maria Maj Moje pieczone kurczaki
- drugoplanowa rola męska: Jacek Braciak Edi
- dźwięk: Dzień świra Maria Chilarecka
- montaż: Tam i z powrotem Marek Denys
- kostiumy: Tam i z powrotem Elżbieta Radke

Nagroda dla najlepszego filmu komediowego w wysokości ufundowaną przez Video Studio Gdańsk: Anioł w Krakowie reż. Artura Więcka „Barona”.
Nagrodę Stowarzyszenia Filmowców Polskich za twórcze przedstawienie współczesności: Dzień świra reż. Marek Koterski.
Nagrodę Prezydenta Miasta Gdyni za debiut aktorski: Ewa Kaim Anioł w Krakowie
Nagrodę dla Indywidualności XXVII Festiwalu Polskich Filmów Fabularnych w Gdyni przyznaną przez Feniks Polish Film Promotion – organizatora Festiwali Polskich Filmów Fabularnych w Toronto przyznało, reżyserowi Wojciechowi Wójcikowi, twórcy filmu Tam i z powrotem, za podjęcie historycznie ważnego tematu i przekazanie głębokich wartości moralnych.
Nagroda Radia Gdańsk, Złoty Klakier, dla reżysera najdłużej oklaskiwanego filmu otrzymał Wojciech Wójcik za film Tam i z powrotem
Nagroda dziennikarzy: Edi reż. Piotr Trzaskalski
Nagroda Krajowej Rady Radiofonii i Telewizji dla najlepszego filmu telewizyjnego: Wszyscy święci, reż. Andrzej Barański
Nagroda redakcji „Tele Tygodnia” dla najlepszego filmu telewizyjnego: W kogo ja się wrodziłem, reż. Ryszard Bugajski
Nagroda Prezesa Zarządu Telewizji Polskiej: Marek Lechki Moje miasto
Wyróżnienie Prezesa Zarządu Telewizji Polskiej za muzykę: Bartosz Straburzyński Moje miasto

### Laureaci Konkursu Polskiego Kina Niezależnego
Nagroda Główna dla najlepszego filmu Konkursu Kina Niezależnego: Kobieta z papugą na ramieniu reż. Ryszard Maciej Nyczka
Nagroda Specjalna w wysokości: Złom reż. Radosław Markiewicz
Honorowe wyróżnienie Jury przyznało Mariuszowi Pujszo za film Polisz kicz projekt

## Jury
- Feliks Falk – reżyser (przewodniczący)
- Sławomir Fabicki – reżyser
- Robert Gliński – reżyser
- Cezary Harasimowicz – scenarzysta
- Andrzej Jaroszewicz – operator
- Maria Kornatowska – krytyk filmowy

## Filmy konkursu głównego
Anioł w Krakowie, reż. Artur „Baron” Więcek
Dwie miłości, reż. Mirosław Bork
Dzień świra, reż. Marek Koterski
E=mc², reż. Olaf Lubaszenko
Eden, reż. Andrzej Czeczot
Edi, reż. Piotr Trzaskalski
Haker, reż. Janusz Zaorski
Kameleon, reż. Janusz Kijowski
Kariera Nikosia Dyzmy, reż. Jacek Bromski
Miss mokrego podkoszulka, reż. Witold Adamek
Moje miasto, reż. Marek Lechki
Moje pieczone kurczaki, reż. Iwona Siekierzyńska
Paradox Lake, reż. Przemysław Reut
Suplement, reż. Krzysztof Zanussi
Tam, gdzie żyją Eskimosi, reż. Tomasz Wiszniewski
Tam i z powrotem, reż. Wojciech Wójcik
Tytus, Romek i A’Tomek wśród złodziei marzeń, reż. Leszek Gałysz
W kogo ja się wrodziłem, reż. Ryszard Bugajski
Wiedźmin, reż. Marek Brodzki
Wszyscy święci, reż. Andrzej Barański
Wtorek, reż. Witold Adamek

## Jury Konkursu Kina Niezależnego
- Jacek Borcuch (przewodniczący)
- Filip Borowik
- Krzysztof Kornacki
- Bartosz Libuda
- Agnieszka Szeffel

## Filmy konkursu kina niezależnego
3 km do raju, reż. Rafał Jerzak
alaRm, reż. Dariusz Gajewski
D.I.L., reż. Konrad Niewolski
Dyplom
Kobieta z papugą na ramieniu, reż. Ryszard Maciej Nyczka
Kontroler, reż. Peter Vogt
Licencja na zaliczanie, reż. Paweł Czarzasty
Oczywiście, że miłość, reż. Piotr Gralak
Pas de deux, reż. Kinga Lewińska
Parandroid, reż. Jakub Nieścierow
Polisz kicz projekt, reż. Mariusz Pujszo
Segment ’76, reż. Oskar Kaszyński
To Tu To Tam, reż. Lech Mackiewicz
Złom, reż. Radosław Markiewicz

## Pokazy pozakonkursowe
Avalon, reż. Mamoru Oshii
Blokersi, reż. Sylwester Latkowski
Chopin. Pragnienie miłości, reż. Jerzy Antczak
Dziewczyny do wzięcia, reż. Janusz Kondratiuk
Dziobem i pazurem, reż. Krystian Matysek
Geburtig, reż. Robert Schindel i Lukas Stepanik
Gwiazdor, reż. Sylwester Latkowski
Gwiezdny pył, reż. Andrzej Kondratiuk
Helikopter w ogniu, reż. Ridley Scott
Hydrozagadka, reż. Andrzej Kondratiuk
Kobieta samotna, reż. Agnieszka Holland
Lekcja polskiego kina, reż. Andrzej Wajda
Męska sprawa, reż. Sławomir Fabicki
Młodość Chopina, reż. Aleksander Ford
My, rugbyści
Niebo (film), reż. Tom Tykwer
Niespotykanie spokojny człowiek, reż. Stanisław Bareja
Ostatni blues, reż. Peter Gardos
Ostatni prom, reż. Waldemar Krzystek
Sławomir Mrożek i Janusz Anderman: Oświadczenie, reż. Jerzy Stuhr (Teatr Telewizji)
Pianista, reż. Roman Polański
Pograbek, reż. Jan Jakub Kolski
Pub 700, reż. Sylwester Latkowski
Rozmowy kontrolowane, reż. Sylwester Chęciński
Samowolka, reż. Feliks Falk
Stan strachu, reż. Janusz Kijowski
Sto minut wakacji, reż. Andrzej Maleszka
Śmierć jak kromka chleba, reż. Kazimierz Kutz
To nie ja, reż. Gabriele Iacovone
Tytus, Romek i A’Tomek wśród złodziei marzeń, reż. Leszek Gałysz
Wezwanie, reż. Mirosław Dembiński
Wigilia, reż. Bogusław Dąbrowa-Kostka
Wniebowzięci, reż. Andrzej Kondratiuk
Zawrócony, reż. Kazimierz Kutz
Żółty szalik, reż. Janusz Morgenstern